# Cicurina sheari
Cicurina sheari är en spindelart som beskrevs av Willis J. Gertsch 1992. Cicurina sheari ingår i släktet Cicurina och familjen kardarspindlar. Inga underarter finns listade i Catalogue of Life.